# Cyrtolobus
Cyrtolobus är ett släkte av insekter. Cyrtolobus ingår i familjen hornstritar.

## Dottertaxa tillCyrtolobus, i alfabetisk ordning[1]
- Cyrtolobus acuminatus
- Cyrtolobus acutus
- Cyrtolobus arcuata
- Cyrtolobus arizonae
- Cyrtolobus auroreus
- Cyrtolobus celsus
- Cyrtolobus cinctus
- Cyrtolobus cinerea
- Cyrtolobus clarus
- Cyrtolobus coronatus
- Cyrtolobus cristifera
- Cyrtolobus discoidalis
- Cyrtolobus distinguendus
- Cyrtolobus dixianus
- Cyrtolobus fenestrata
- Cyrtolobus flavolatus
- Cyrtolobus frigidus
- Cyrtolobus fuliginosa
- Cyrtolobus funkhouseri
- Cyrtolobus fuscipennis
- Cyrtolobus gloveri
- Cyrtolobus gramatanus
- Cyrtolobus gratiosus
- Cyrtolobus griseus
- Cyrtolobus inermis
- Cyrtolobus limus
- Cyrtolobus maculifrontis
- Cyrtolobus maxinei
- Cyrtolobus oblongatus
- Cyrtolobus ovatus
- Cyrtolobus pallidifrontis
- Cyrtolobus parvulus
- Cyrtolobus pictus
- Cyrtolobus pulchellus
- Cyrtolobus puritanus
- Cyrtolobus rufulus
- Cyrtolobus sculpta
- Cyrtolobus togatus
- Cyrtolobus tuberosa
- Cyrtolobus vanduzii
- Cyrtolobus vau
- Cyrtolobus virescens
- Cyrtolobus viridis
- Cyrtolobus woodruffi